# Scytodes propinqua
Scytodes propinqua är en spindelart som beskrevs av Ferdinand Stoliczka 1869. Scytodes propinqua ingår i släktet Scytodes och familjen spottspindlar.
Artens utbredningsområde är Pakistan. Inga underarter finns listade i Catalogue of Life.